# Nokia 1110
Nokia 1110 hay Nokia 1110i là dòng điện thoại GSM được sản xuất bởi Nokia. Mẫu được bán ra thị trường vào năm 2005; còn phiên bản 1110i được tung ra vào 2006. Cả hai đều hướng tới đối tượng có nhu cầu sử dụng giá rẻ và những người sử dụng điện thoại lần đầu. Theo quan điểm của Nokia, 1110i có lợi thế là tính dễ sử dụng, độ tin cậy và một mức giá thấp. Mẫu này khá giống Nokia 1100.
Giữa tháng 1 và tháng 5/2007, Dòng 1110 đã được Nokia bán ra như những chiếc điện thoại đen trắng cơ bản của họ, trước khi nó bị thay thế bởi Nokia 1200. Một trong những thị trường quan trọng nhất là các nước đang phát triển.
Nokia 1110 là thiết bị di động có doanh số cao nhất trong lịch sử, bán được khoảng 250 triệu chiếc.

## Tính năng
Nokia 1110 có một màn hình màu đen và trắng ngược với đèn nền màu hổ phách, trong khi 1110i có màn hình màu đen và trắng thường xuyên hoặc không đảo ngược.
Chúng có thời gian đàm thoại 5 giờ và cho phép chặn cuộc gọi. Nó có báo thức và đồng hồ, có thể hiển thị đồng hồ analog, quản lý thời gian cuộc gọi và bộ đếm.
Chúng có ba trò chơi được tích hợp sẵn. Chúng cũng hỗ trợ tin nhắn hình ảnh để gửi một lời chào hình ảnh.